# Малый Буртас
 Малый Буртас  — село в Пачелмском районе Пензенской области. Входит в состав Шейнского сельсовета.

## География
Находится в западной части Пензенской области на расстоянии приблизительно 8 км на запад-юго-запад от районного центра посёлка Пачелма на правом берегу реки Буртас.

## История
Известно с 1782 года. Названа по реке Буртас и в отличие от села Большой Буртас (ныне Знаменское Башмаковского района). Перед отменой крепостного права здесь показаны помещики Александр Иванович Барышников и Алексей Николаевич Астафьев, всего более тысячи ревизских душ. В 1860 году за детьми генерал-лейтенанта А. Н. Астафьева показан конный завод по выращиванию рысистых лошадей, основанный генералом в 1847 году. С середины XIX века волостной центр Керенского уезда, в 1877 году — церковь, 2 лавки, 4 постоялых двора, паровая молотилка. В 1894 году в селе работало земское училище. В 1911 году — центр Мало-Буртасской волости Керенского уезда, 194 двора, земская школа, водяная мельница, 3 кузницы, 4 пекарни, 2 постоялых двора, 5 лавок. В 1955 году колхоз имени Калинина. В 2004 году — 44 хозяйства.

## Население
Численность населения: 1062 человека (1864 год), 820 (1897), 1020 (1911), 955 (1926 год), 1107 (1930), 170 (1979), 131 (1989), 122 (1996). Население составляло 101 человек (русские 100 %) в 2002 году, 44 в 2010.